# Alexandre Hardy
Alexandre Hardy (* um 1570 in Paris; † 1632) war ein französischer Theaterautor. Er ist als bekämpfter Vorgänger der französischen Klassik kaum mehr bekannt, obwohl er mit nach eigenen Angaben mehr als 600 Stücken einer der fruchtbarsten und zu seiner Zeit populärsten Dramatiker der Literaturgeschichte war.
Während William Shakespeare in England und Lope de Vega in Spanien mit recht ähnlichen Stoffen eine Theatertradition mit spätmittelalterlichen Wurzeln und humanistischen Anregungen in der Zeit eines beginnenden Nationalismus zu einem letzten Höhepunkt führen konnten, sah sich Hardy in Frankreich einer zunehmenden staatlich gelenkten Disziplinierung und Reglementierung des Theaters gegenüber, die in die französische Klassik mündete.

## Leben und Schaffen

### Produktionsbedingungen
Die meisten seiner Tragödien, Tragikomödien und Pastoralen verfasste Alexandre Hardy ab 1593 für die Truppe um den Schauspieler Valleran Le Conte, die im Saal des Pariser Hôtel de Bourgogne auftrat, aber auch in der Provinz umherzog. Sein Publikum waren nicht nur die gebildeten Kreise aus Adel und Bürgertum, sondern auch ungebildete Zuschauer zum Beispiel auf den Pariser Jahrmärkten. Die Tatsache, dass er ausschließlich für bestimmte Aufführungen schrieb, ist sicher der Grund dafür, dass er seine Stücke in der Regel ungedruckt ließ. Nach dem Druck wären sie frei gewesen und hätten auch von konkurrierenden Truppen aufgeführt werden dürfen.

### Stoffe
Seine Stoffe bezog Hardy wie üblich aus der klassisch-antiken und spätantiken, aber auch der jüngeren französischen, italienischen und spanischen Literatur. Schriftliche Vorlagen von Theatertexten waren schwer verfügbar und wurden möglichst genutzt. Hierbei arbeitete er häufig ältere und neuere Stücke nach seinen Vorstellungen und denen seiner Schauspieler um. Er dramatisierte aber auch erzählende Werke und überführte zum Beispiel den berühmten Liebes- und Abenteuer-Roman Theagenes und Chariklea von Heliodor (3./4. Jahrhundert), der in Frankreich seit 1548 in der Übersetzung Jacques Amyots verbreitet war, in eine Serie von acht Folgen.
Naturgemäß wirken Komposition und Stil seiner rasch verfassten Stücke oft flüchtig, doch war er ein routinierter Praktiker, der sein Publikum durch aktionsreiche Handlungen, spannende, mitunter brutale Szenen und lebendig wirkende Figuren zu fesseln verstand.

### Nachwirkung
Als er nach Lecomtes Tod nicht mehr für nur eine Truppe (wenn auch überwiegend für die des Pariser Théâtre du Marais) arbeitete, gab Hardy 1624–28 eine Auswahl von 34 Stücken in 6 Bänden heraus (Neudruck in 5 Bänden., Marburg 1883–84). Nur diese Stücke sind erhalten.
Die Autoren und Kritiker der nachfolgenden Generation, zum Beispiel Jean Chapelain oder Jean Mairet, die um 1635 die Regeln und Vorstellungen des klassischen französischen Theaters entwickelten, taten dies nicht zuletzt in direkter Reaktion auf Hardy, dem sie Regellosigkeit, Mangel an Geschmack und Rohheit vorwarfen. Schon zuvor hatte es seinem Image geschadet, dass der Pariser Literatur-Guru François de Malherbe seinen Stil für unlesbar erklärte.

## Werke (nach dem französischen Wiki)

### Tragödien
- Didon se sacrifiant
- Scédase ou l’Hospitalité violée
- Panthée
- Méléagre
- La Mort d’Achille
- Coriolan
- Marianne
- La Mort de Daire
- La Mort d’Alexandre
- Timoclée ou la Juste vengeance
- Lucrèce  (nach Lope de Vega)
- Alcméon ou la vengeance féminine

### Tragikomödien
- Arsacome
- Dorise
- Frégonde
- Elmire ou l’Heureuse Bigamie
- Gésippe (nach Boccaccio)
- Phraarte
- Cornélie
- La Force du sang
- Félismène
- La Belle Egyptienne
- Les chastes et loyales amours de Théagène et Chariclée
- Le Ravissement de Proserpine par Pluton
- La Gigantomachie

### Pastoralen
- Alphée, ou la justice d’amour (das beste seiner Schäferspiele)
- Alcée
- Corinne
- Le Triomphe de l’Amour
- L’Amour victorieux ou vengé